# Guido Lami
Guido Lami (Livorno, 7 settembre 1888 – Mar Mediterraneo, 11 dicembre 1941) è stato un generale italiano del Regio Esercito durante la seconda guerra mondiale, deceduto all'affondamento del sommergibile oceanico Ammiraglio Caracciolo mentre lo riportava in Italia per il rimpatrio definitivo dall'Africa settentrionale.

## Biografia
Guido Giuseppe Lami nacque a Livorno nel 1888, quarto figlio dell'ingegner Giovanni e di Annunziata Federighi Fantoni.
Arruolatosi nel 1910, frequentò l'Accademia militare di Torino, da dove uscì con il grado di sottotenente dell'arma del genio. Nel 1912 partecipò alla Guerra Italo-Turca e costruì la prima ferrovia libica, inaugurata nello stesso anno.
Rimasto sempre in Libia, meritò la medaglia di bronzo al valor militare a Sidi Garbaa nel 1913. Per la sua profonda conoscenza dell'ambiente e delle popolazioni libiche fu impiegato in ricognizioni e missioni diplomatiche. Accompagnò il Gran Senusso nel 1919 e nel 1922 a Giarabub, in cui fu il terzo italiano ad essere mai entrato. Partecipò alle operazioni di riconquista nel 1923, 1924 e 1925 e la sua esperienza fu utile in tutte le operazioni di quel periodo quanto nella pianificazione della presa di Giarabub da parte della colonna Ronchetti nel febbraio 1926. Rientrato in Italia e promosso maggiore, prestò servizio al Reggimento Genio Ferrovieri e poi al 3º Reggimento Genio. Promosso tenente colonnello il 1º maggio 1929, comandò a Venezia il Battaglione Lagunari, allora appartenente all'Arma del Genio.
Inviato in Africa Orientale nel 1935 al comando del Battaglione Genio della Divisione Sabauda, fu promosso colonnello per meriti di guerra per aver riparato in 24 ore l'interruzione del Passo del Termaber, consentendo a Badoglio l'ingresso in Addis Abeba il 5 maggio 1936.
Rientrato in Patria, ebbe il comando del 5º Reggimento Genio di stanza a Trieste. Prima dello scoppio della guerra fu incaricato di sovrintendere ai lavori di un settore del Vallo Alpino, da lui privatamente ritenuto assai debole. Allo scoppio della guerra nel 1940, Lami chiese di tornare in Libia e in agosto fu nominato Comandante del Genio della 10ª Armata in Cirenaica. Pessimista sull'esito delle operazioni, prima di partire dichiarò in famiglia e a parecchi colleghi: "a me, vivo, gli Inglesi non mi prendono" e "finché ho il suolo d'Africa sotto i piedi, non temo nulla". 
Partecipò quindi in settembre alla conquista di Sollum e Sidi el Barrani, progettando e dirigendo in ottobre sia la costruzione dell'importante e vitale acquedotto fra Bardia e Sidi el Barrani, sia la strada da Sollum alla Ridotta Capuzzo.
Con la successiva ritirata italiana nel dicembre 1940, Lami riuscì a sfuggire all'accerchiamento e alla cattura buttandosi nel deserto fino a raggiungere le linee italiane. Ripresa l'iniziativa da parte dell'Asse, nell'aprile 1941 Lami ritornava sulle precedenti posizioni, riattivava i transiti idrici interrotti dagli inglesi con lavori diretti personalmente e progettò e diresse la costruzione di parecchie efficaci fortificazioni campali speditive intorno a Tobruk, assediata dall'Asse, ed al Passo di Halfaya, adoperando tutto quel che trovava. Decorato con la croce di ferro, al momento della nuova offensiva inglese e conseguente ritirata italo-tedesca rimase indietro per sovrintendere alla distruzione dell'acquedotto e perciò restò chiuso a Bardia, dove fu raggiunto dalla notizia della promozione a generale di brigata per merito di guerra.
Richiamato dalle autorità superiori, Lami la sera del 10 dicembre 1941 nel porto di Bardia, si imbarcò con la sua ordinanza ed un'altra trentina di militari tedeschi ed italiani sul sommergibile italiano Ammiraglio Caracciolo (Capitano di corvetta Alfredo Musotto) per il rimpatrio definitivo. Il sommergibile, che aveva appena sbarcato rifornimenti, era diretto a Suda (Creta) per far un altro carico per Bardia.
Purtroppo il sommergibile, poche miglia fuori da Bardia, nelle prime ore dell'11 dicembre fu affondato dal cacciatorpediniere britannico Farndale. Il suo attendente, raccolto dagli Inglesi, raccontò d'essere stato tenuto a galla da lui, Radio Londra dapprima ne annunciò la cattura, poi, fatti dei controlli su espressa richiesta della famiglia, dovette ammettere che non era fra i prigionieri. Lasciava la moglie e un figlio.